# 米兰科维奇环形山

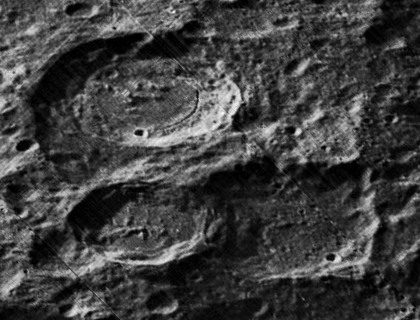
月球轨道器5号拍摄的卡尔平斯基环形山（左上）、里科环形山（左下）及米兰科维奇环形山（右下方）斜视图。

米兰科维奇环形山（Milankovič）是位于月球背面北极区附近的一座大撞击坑，约形成于39.2-38.5亿年前的酒海纪，其名称取塞尔维亚土木工程师、气候学家兼地球物理学家米卢廷·米兰科维奇（1879年-1958年），1970年该名称被国际天文学联合会正式接受。

## 描述

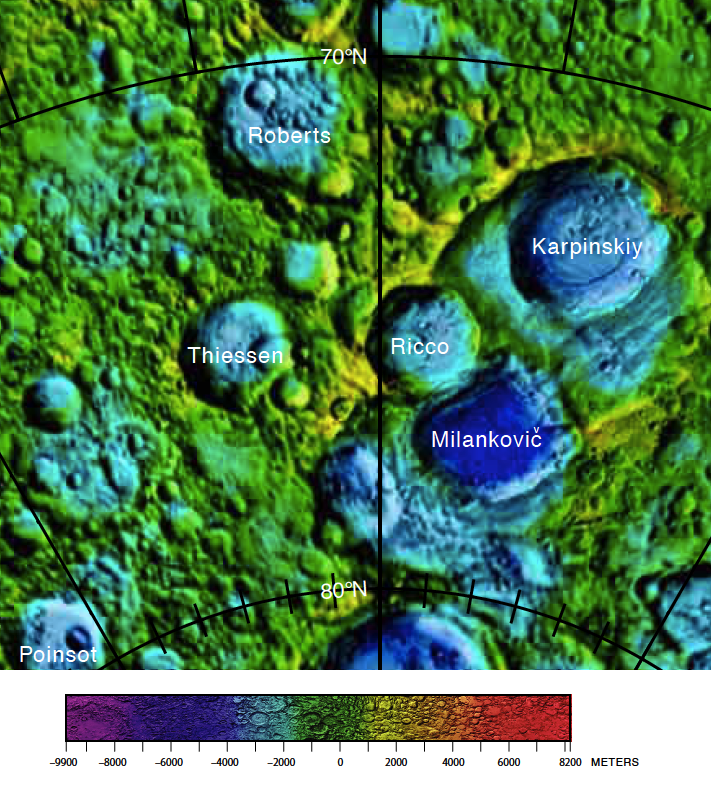
米兰科维奇环形山的周边，月球北极区域图。

该陨坑西北偏西和东北偏北毗邻分别略小的毕昇环形山和更大的普拉斯基特环形山，东南壁上重叠着里科环形山，卡尔平斯基环形山坐落在它的南面、西南则横亘着更古老的西尔斯环形山。
该陨坑中心月面坐标为76°32′N 171°21′E / 76.53°N 171.35°E，直径94.21公里，深约2.84公里。
米兰科维奇环形山外观轮廓呈不规则多边形状，由于存续时间悠长，坑壁被明显磨损、侵蚀。它的西北侧呈现有双层坑壁，其中外层壁较低浅，形状大致圆形，但内层壁从北到西段则显得略为平直。坑壁最大高出周边地形1450米，内部容积约8644.52立方千米。

陨坑坑内东南地表被里科环形山的外侧垒所覆盖，其余部分则相对平坦，散布有许多细小的撞击坑，环中心点半圆状地坐落了一些低矮的山丘。

## 卫星陨石坑

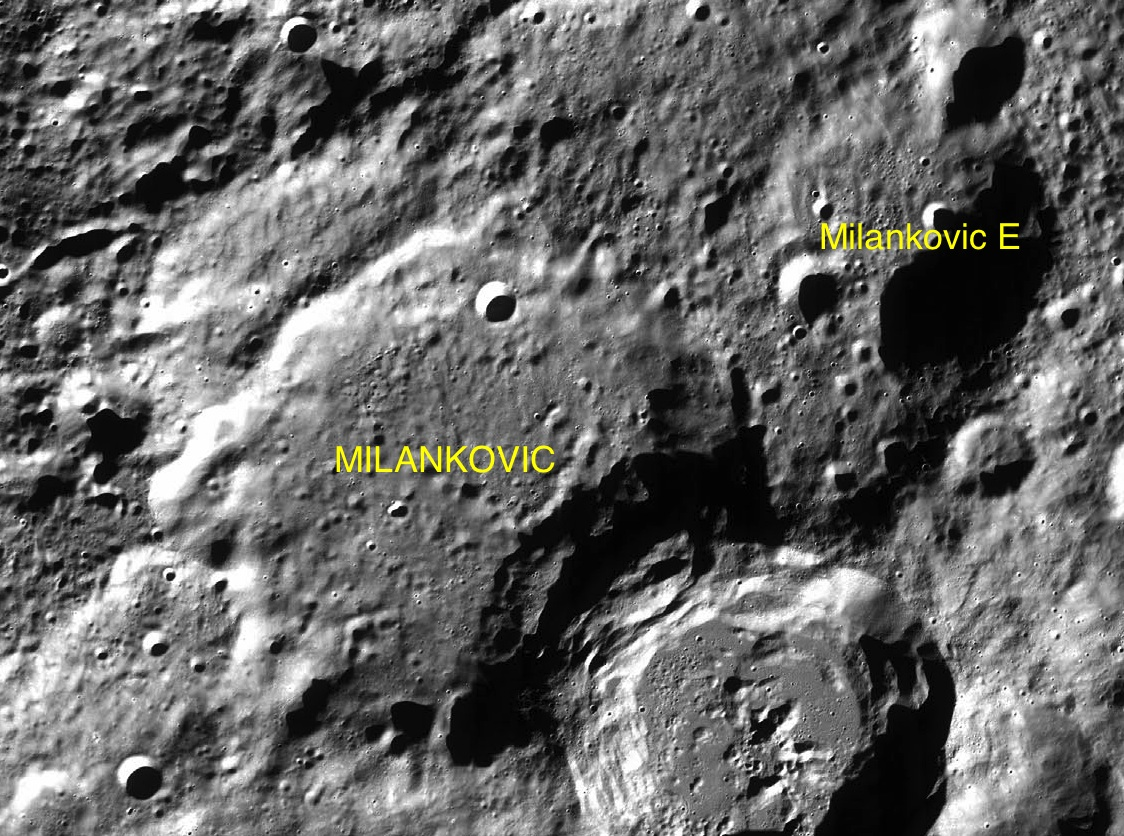
LAC-7 区域图

按照惯例，最靠米兰科维奇环形山的卫星坑在月图上以字母标注在该坑中心点的旁边。
| 米兰科维奇 | 纬度    | 经度     | 直径    |
| ---------- | ------- | -------- | ------- |
| E          | 78.0° N | 177.2° W | 46 公里 |

- 卫星坑米兰科维奇 E约形成于酒海纪[1]。

## 另请参阅
- 小行星1605 米兰科维奇
- 火星米兰科维奇撞击坑

## 延伸阅读
- Andersson, L. E.; Whitaker, E. A. . NASA RP-1097. 1982.
- Blue, Jennifer. . USGS. July 25, 2007  [2007-08-05]. （原始内容存档于2019-12-13）.
- Bussey, B.; Spudis, P. . New York: Cambridge University Press. 2004. ISBN 978-0-521-81528-4.
- Cocks, Elijah E.; Cocks, Josiah C. . Tudor Publishers. 1995. ISBN 978-0-936389-27-1.
- McDowell, Jonathan. . Jonathan's Space Report. July 15, 2007  [2007-10-24]. （原始内容存档于2019-06-21）.
- Menzel, D. H.; Minnaert, M.; Levin, B.; Dollfus, A.; Bell, B. . Space Science Reviews. 1971, 12 (2): 136–186. Bibcode:1971SSRv...12..136M. doi:10.1007/BF00171763.
- Moore, Patrick. . Sterling Publishing Co. 2001. ISBN 978-0-304-35469-6.
- Price, Fred W. . Cambridge University Press. 1988. ISBN 978-0-521-33500-3.
- Rükl, Antonín. . Kalmbach Books. 1990. ISBN 978-0-913135-17-4.
- Webb, Rev. T. W.  6th revised. Dover. 1962. ISBN 978-0-486-20917-3.
- Whitaker, Ewen A. . Cambridge University Press. 1999. ISBN 978-0-521-62248-6.
- Wlasuk, Peter T. . Springer. 2000. ISBN 978-1-85233-193-1.